# Lativka, Odesa
Lativka (în ucraineană Латівка) este un sat în comuna Usatove din raionul Odesa, regiunea Odesa, Ucraina. Anterior a purtat denumirea Kotovka.

## Demografie
Componența lingvistică a localității Lativka
     Ucraineană (55,5%)
     Rusă (40,87%)
     Romani (1,38%)
     Alte limbi (0,46%)
Conform recensământului din 2001, majoritatea populației localității Lativka era vorbitoare de ucraineană (55,5%), existând în minoritate și vorbitori de rusă (40,87%), armeană (1,59%) și romani (1,38%).